# Hochstatt
Hochstatt (Hooscht in alsaziano) è un comune francese di 2 170 abitanti situato nel dipartimento dell'Alto Reno nella regione del Grand Est.

## Società

### Evoluzione demografica
Abitanti censiti